# Amolops caelumnoctis
Amolops caelumnoctis é uma espécie de anfíbio anuro da família Ranidae. Está presente na China. Não foi ainda avaliada pela UICN.